# Edward H. Plumptre
Edward Hayes Plumptre (Londra, 6 agosto 1821 – Wells, 1º febbraio 1891) è stato un presbitero e teologo britannico.

## Biografia
Plumptre ha studiato prima al King's College a Londra e poi all'University College a Oxford e ha conseguito il bachelor nel 1844. Nel 1846 è stato ordinato prete anglicano. Nel 1847 ha conseguito il master of arts; nello stesso anno è entrato al King's College come cappellano. Nel 1853 è diventato professore di teologia pastorale al King's College, incarico che ha mantenuto per dieci anni. Dal 1864 al 1881 ha insegnato esegesi biblica. Nel 1881 ha lasciato il King's College e l'insegnamento per diventare decano della Cattedrale di Wells, incarico che ha ricoperto fino alla morte, avvenuta nel 1891. Plumptre ha scritto numerosi libri, sia di argomento teologico che di argomento letterario; questi ultimi comprendono traduzioni di classici greci e latini, libri di poesie e di inni.  Plumptre è stato sposato con Harriet Theodosia, sorella del teologo anglicano Frederick Denison Maurice, ma la coppia non ha avuto figli.

## Libri principali
- Master and Scholar, 1866
- Biblical Studies, 1870
- The Bible Educator (4 volumi), 1873-1875
- St. Paul in Asia Minor and at the Syrian Antioch, 1877
- The General Epistle of St. James, 1878
- Popular Exposition of the Epistles to the Seven Churches, 1877-1879
- The General Epistles of St. Peter & St. Jude, 1879
- Movements in Religious Through: Romanism, Protestantism, Agnosticism, 1879
- Theology and Life, 1884
- The life of Thomas: bishop of Bath and Wells (2 volumi), 1888